# Sân bay Vadsø
Sân bay Vadsø (IATA: VDS, ICAO: ENVD) (tiếng Na Uy: Vadsø lufthavn) là một sân bay khu vực nhỏ được khai trương năm 1974, phục vụ đô thị Vadsø ở hạt Finnmark, Na Uy. Sân bay này cách trung tâm dân số chính 3,7 km. Đường băng dài 877 m và đang được lên kế hoạch kéo dài thành 1200 m. Nhà ga hiện nay được xây năm 1988.
Hãng hàng không hoạt động tại đây là Widerøe, cung cấp dịch vụ bằng máy bay nhỏ Dash 8.

## Các hãng hàng không và các tuyến điểm
- Widerøe (Alta, Berlevåg, Båtsfjord, Hammerfest, Honningsvåg, Mehamn, Kirkenes, Tromsø)